# Gloria in excelsis Deo
Gloria in excelsis Deo е християнска молитва.

## Текст
Слава във висините Богу и на земята мир на човеците благоволение.
Хвалим Те, благославяме Те, покланяме Ти се, славословим Те, благодарим Ти заради великата Ти слава.
Господи Боже, Царю небесен, Боже, Отче всемогъщи.
Господи, Сине Единороден, Исусе Христе.
Господи Боже, Агнец Божи, Син на Отца.
Който отнемаш греховете на света, помилвай ни.
Който отнемаш греховете на света, приеми молитвата ни.
Който седиш отдясно на Отца, помилвай ни.
Защото ти единствен си свят, Ти единствен си Господ.